# Královská kaple v Granadě
Královská kaple v Granadě (španělsky: Capilla Real de Granada) je budova v isabelském stylu nacházející se v Granadě ve Španělsku. Byla postavena mezi lety 1505 a 1517 a původně byla součástí komplexu sousední granadské katedrály. Je místem posledního odpočinku španělských panovníků, královny Isabely I. a krále Ferdinanda, Katolických Veličenstev. Kromě tohoto významného spojení s historií se v budově nachází galerie uměleckých děl a dalších předmětů spojených s královnou Isabelou.

## Historie

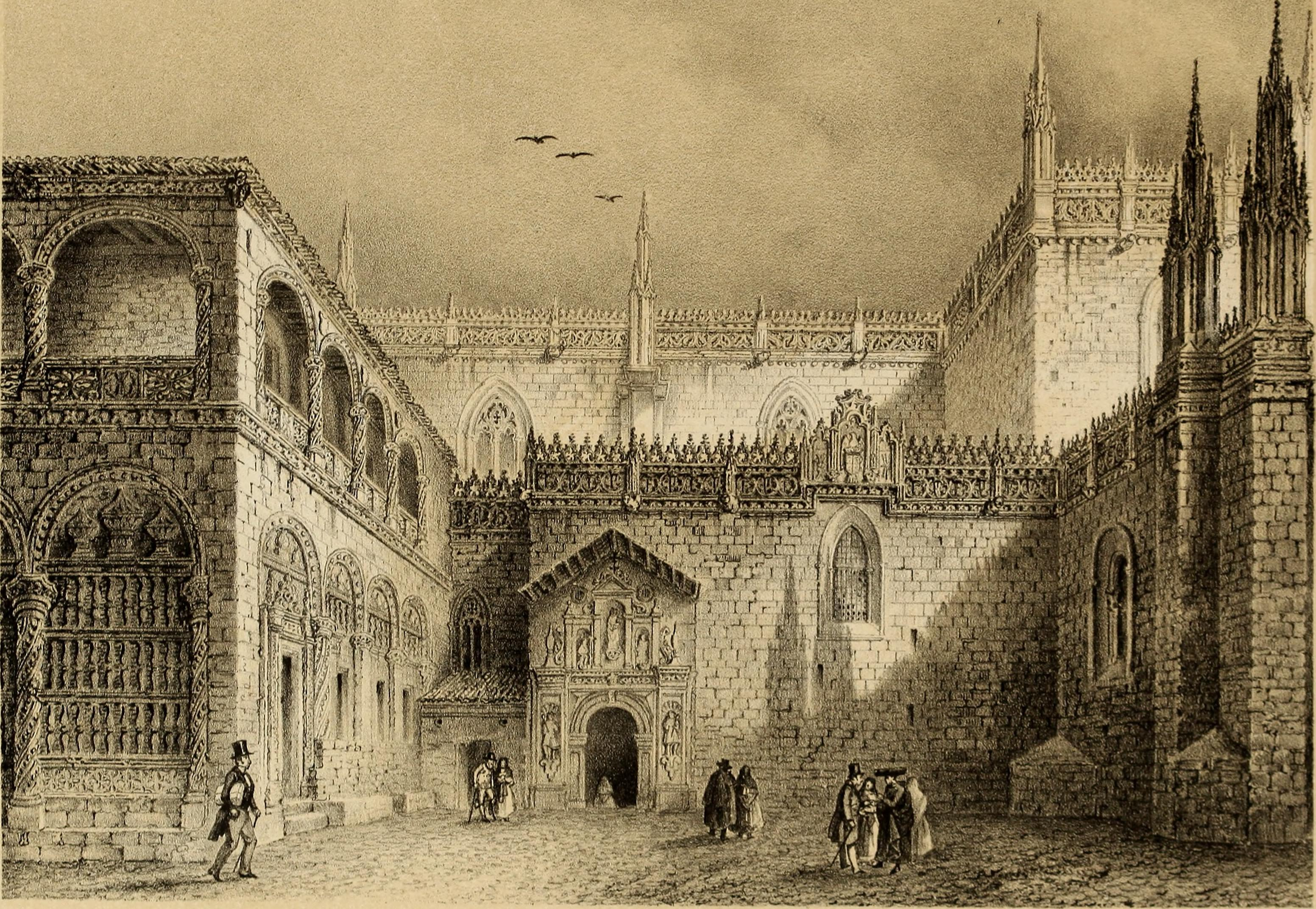
Královská kaple v Granadě v roce 1850, kresba Francesca Xaviera Parcerisa a publikovaná v Recuerdos y bellezas de España

Dynastie Nasrovců z Granady byla posledním maurským panstvím v Al-Andalusu, které padlo během reconquisty (znovudobytí). K tomu došlo v roce 1492 za vlády Katolických Veličenstev, přičemž dobytí Granady bylo důležitým momentem jejich vlády. Dne 13. září 1504 prohlásili, že si přejí být pohřbeni v Granadě, a za tímto účelem byla v Medině del Campo v Kastilii a Leónu vydána královská listina na výstavbu Královské kaple. V listině je uvedeno:
„Nejprve nařizujeme, aby v katedrále města Granady byla postavena čestná kaple, kde budou podle vůle našeho Pána uložena naše těla. Tato kaple se bude jmenovat Královská pod ochranou svatého Jana Křtitele a svatého Jana Evangelisty.“
Královská kaple byla postavena mezi lety 1505 a 1517 ve stylu isabelské gotiky a byla zasvěcena svatému Janu Křtiteli a svatému Janu Evangelistovi. Stavba probíhala pod vedením Enrique Ega a na projektu se podíleli také Juan Gil de Hontañón, Juan de Badajoz starší a Lorenzo Vázquez de Segovia.
Výstavba probíhala za života krále Ferdinanda a kaple zažila svůj rozkvět za jeho následníka, císaře Karla V., kdy byla doplněna kostelní výzdoba a rozšířeny podpůrné instituce. Capilla Real byla mauzoleem španělské královské rodiny až do založení El Escorialu Filipem II.

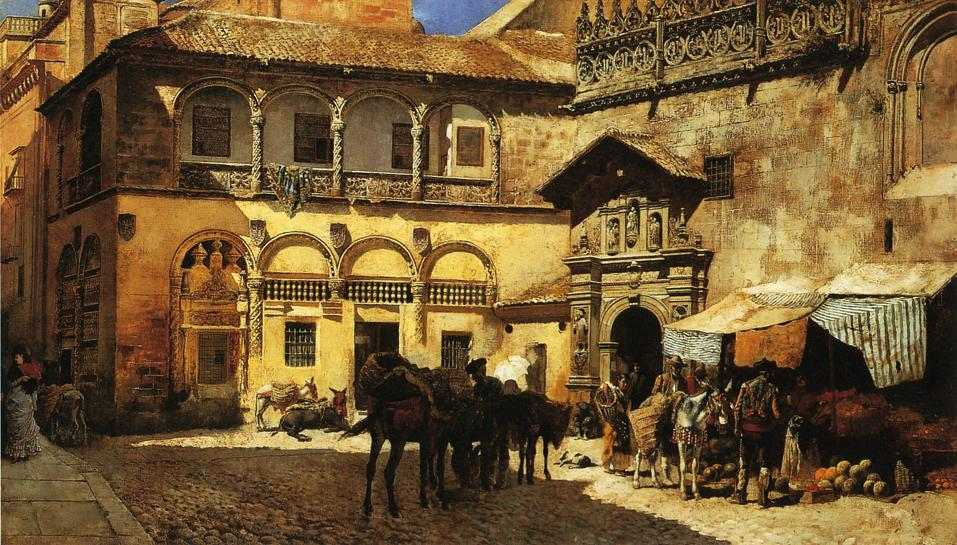
Tržní náměstí před sakristií a vchodem do katedrály v Granadě v 19. století, kresba Američana Edwina Lorda Weekse

Ve druhé polovině 20. století se Královská kaple stala jednou z hlavních turistických atrakcí Granady. Proběhla její obnova za spolupráce Ministerstva kultury Junta de Andalucía, Nadace Caja Madrid a dalších veřejných i soukromých subjektů.

## Architektura a sochařství

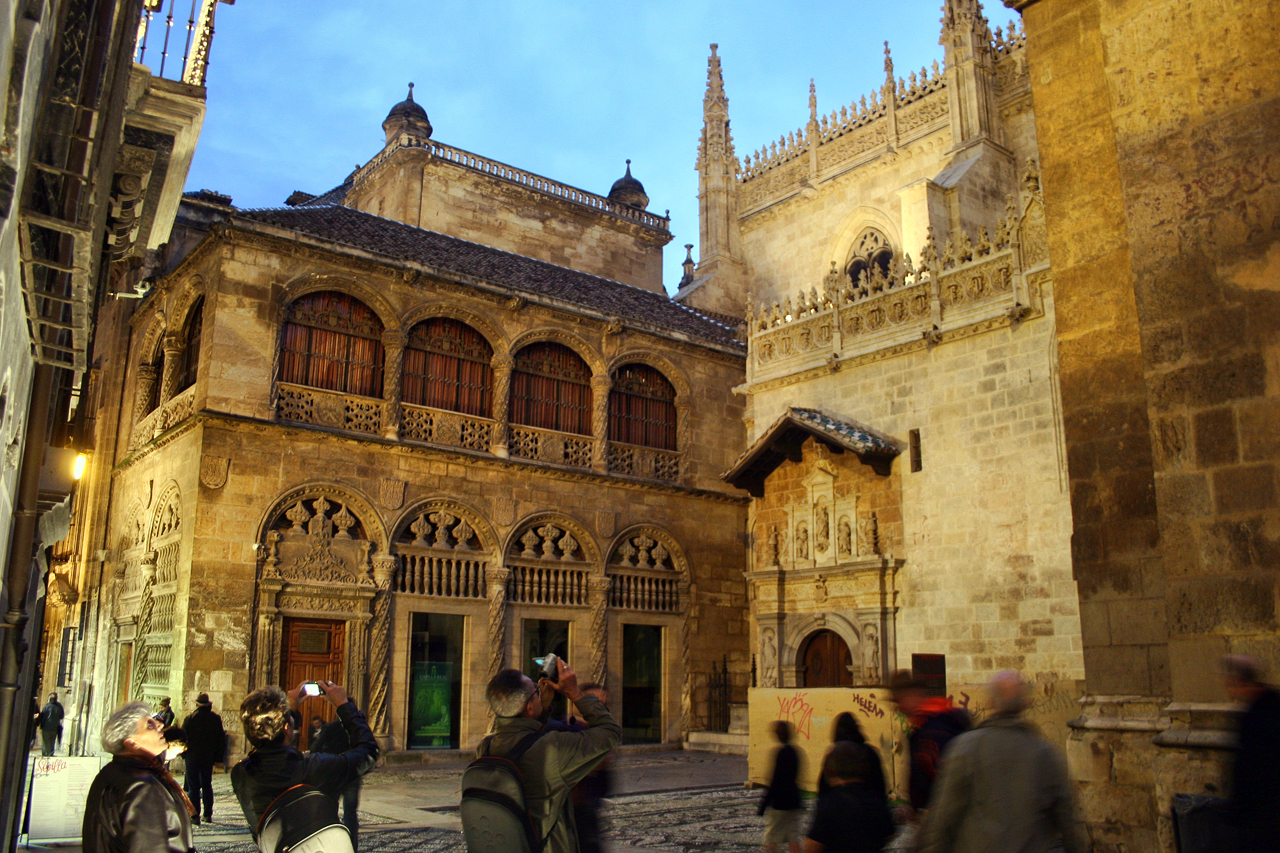
Královská kaple v Granadě, 2012

Interiér kaple následuje stejný model jako klášter San Juan de los Reyes v Toledu. Má čtyři postranní kaple, což vytváří tvar latinského kříže, a loď s gotickou žebrovou klenbou. Chór má centrální oblouk vedoucí k jeho základně a kryptu.
Průchod do presbytáře vytváří světelný efekt symbolizující slunce a světlo spravedlnosti (v albertovském, neoplatonickém smyslu). V transeptu se nachází mauzoleum oddělené monumentální zdobenou mříží kovanou Bartolomém Ordoñezem.
Uprostřed transeptu leží hrobky Isabely a Ferdinanda (autor Domenico Fancelli) a Jany a Filipa (autor Bartolomé Ordóñez). Hrobky jsou umístěny vysoko, což zdůrazňuje jejich důležitost, a jsou téměř ve výši oltáře (symbolizující blízkost králů k Bohu).

## Obsah
V Královské kapli se nacházejí hroby:
- Isabely I. Kastilské, královny Kastilie, a jejího manžela
- Ferdinanda II. Aragonského, krále Aragonie.

V další hrobce od Bartolomé Ordóñeze jsou uloženi:
- Jana Kastilská „Šílená“, královna Kastilie a Aragonie, a její manžel:
- Filip I. Kastilský „Sličný“, král Kastilie; jeho srdce je pohřbeno v kostele Panny Marie v Bruggách v Belgii.[5]

V kryptě je také sarkofág infanta Miguela da Paz, prince portugalského, vnuka Katolických Veličenstev, který zemřel jako dítě.
Nejdůležitějšími částmi interiéru chrámu jsou hlavní oltář a retábl, kovaná železná přepážka a krypta s pěti olověnými rakvemi obsahujícími ostatky králů a malého infanta, které jsou rozpoznatelné podle iniciál jejich jmen.
Kaple je stále zasvěcena katolickému kultu a v určitých časech je pro turisty uzavřena.
Lze také navštívit sakristii-muzeum s odkazem Katolických Veličenstev. Významnými částmi jeho galerie obrazů jsou díla vlámských, italských a španělských škol, včetně maleb od autorů jako Juan de Flandes, Hans Memling, Sandro Botticelli („Agónie v zahradě“) a dalších malířů 15. století jako Rogier van der Weyden, Dieric Bouts, Perugino a Bartolomé Bermejo. K vystaveným zlatnickým pracím patří koruna a žezlo Katolických Veličenstev, textilie a knihy královny.
V úhlu mezi Královskou kaplí a Sagrariem se nachází Llotja, postavená v roce 1518 a určená pro bankovnictví a obchod. Byla obnovena a je přístupná veřejnosti, a to jak pro svůj architektonický význam (fasáda, kazetové stropy), tak pro vystavené objekty (obrazy, nábytek).

## Hudební mistři (maestros)

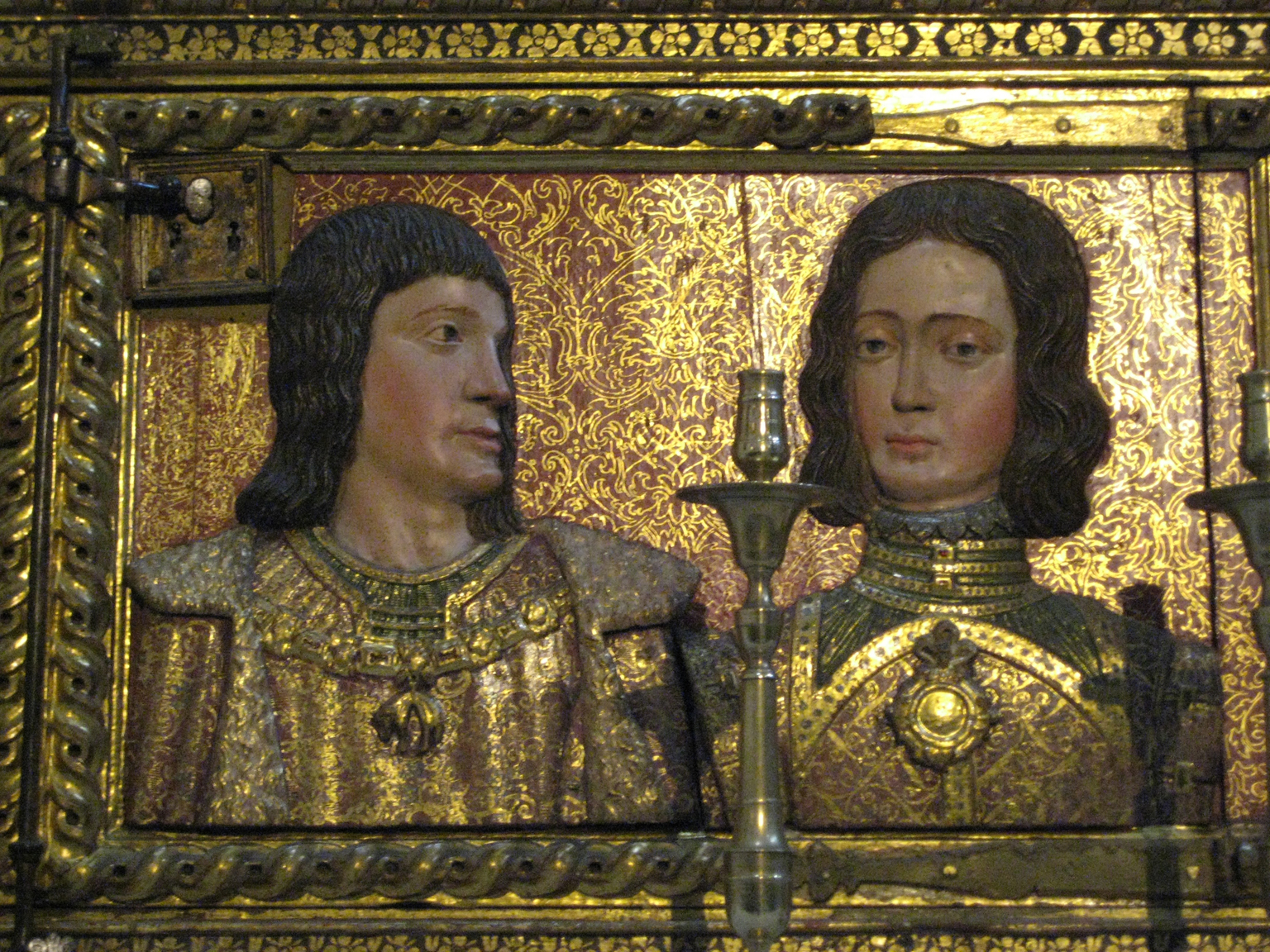
Filip I. Kastilský a Jana Kastilská od Alonsa de Mena, asi 1632

Od svého založení zaměstnávala Královská kaple mistry, kteří měli za úkol komponovat hudbu pro liturgické obřady a řídit všechny záležitosti související s jejich provedením. Mezi obřady se hudebníci věnovali vzdělávání členů sboru (tzv. infantillos nebo seises) a péči o archiv.
Uchazeči o místo mistra museli projít zkouškami, které testovaly jejich schopnosti ve skládání hudby a hudebních znalostech. Úspěchu mohl dosáhnout pouze skutečný umělec. Mezi dokumenty, které tvoří hudební katalog této instituce, vynikají svou četností a mimořádným časovým rozsahem díla Antonia Cavallera, který byl na tento post jmenován v roce 1757 a působil až do své smrti kolem roku 1822, čímž uzavřel zajímavou řadu mistrů v čele kaple. Mezi další významné mistry kaple patřili:
- Bernardino de Figueroa – později biskup v Brindisi v Itálii (1571–1591).[6]
- Rodrigo de Ceballos (1561–1581)
- Ambrosio Cotes (1581–1596)
- Alonso de Mena (1587–1646), narozený v Granadě.